# 天良山
天良山（てらやま）は、広島県三次市向江田町に位置する山である。標高311.8m。

## 地理
この山の西側麓の三次市立和田小学校の校歌に出現するなど和田地区のシンボル的な山である。山頂には、三等三角点、山城の形跡（茶臼山城址）を示す基石が散在している。
天良山の南側を尾道自動車道が通る。
山頂からは国兼川（くにかねがわ）、馬洗川（ばせんがわ），美波羅川（みはらがわ）などの流域の一部が見下ろせる。
最寄駅は、JR芸備線下和知駅又は塩町駅である。